# António Setas
António Setas (* 31. Juli 1942 in Lobito) ist ein angolanischer Schriftsteller und Journalist.
Nach seinem Schulabschluss in Porto absolvierte er bis 1967 ein Studium der Politikwissenschaft an der Université Libre de Bruxelles in Brüssel. Er arbeitet als Journalist und war Chefredakteur und stellvertretender Herausgeber der
Wochenzeitung Folha8. Setas lebt in Luanda.

## Dichterisches Werk
- "Lusango Comércio Internacional”, Editorial Instituto Nacional das Indústrias culturais (INIC), Luanda (2002)
- “A caixa de chifre preto”, Editorial Nzila, Luanda (2004), ISBN 972-8823-66-5
- “Os filhos do papá Dya Kota”, Editorial Nzila, Luanda (2004), ISBN 972-8950-27-6
- “História do Reino do Kongo”, Editorial Nzila, Luanda (2007)
- "Os tesouros do retornado", Editora Nzoji, Luanda (2008)